# Linderniella boutiqueana
Linderniella boutiqueana är en tvåhjärtbladig växtart som först beskrevs av R.Germ., och fick sitt nu gällande namn av Fischer, Schäferhoff och Müller. Linderniella boutiqueana ingår i släktet Linderniella och familjen Linderniaceae. Inga underarter finns listade i Catalogue of Life.